# Teloschistaceae
Die Teloschistaceae sind eine Familie von meist flechtenbildenden Pilzen der Klasse Lecanoromycetes.

## Merkmale

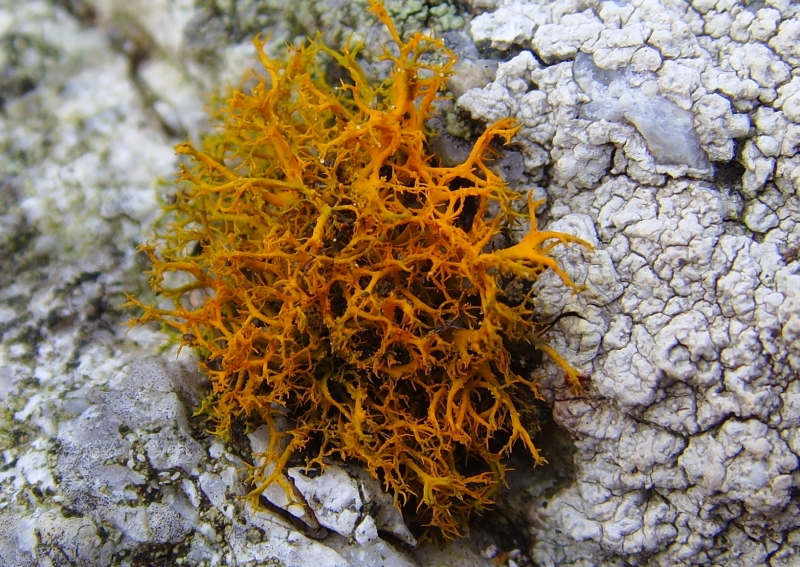
Teloschistes flavicans

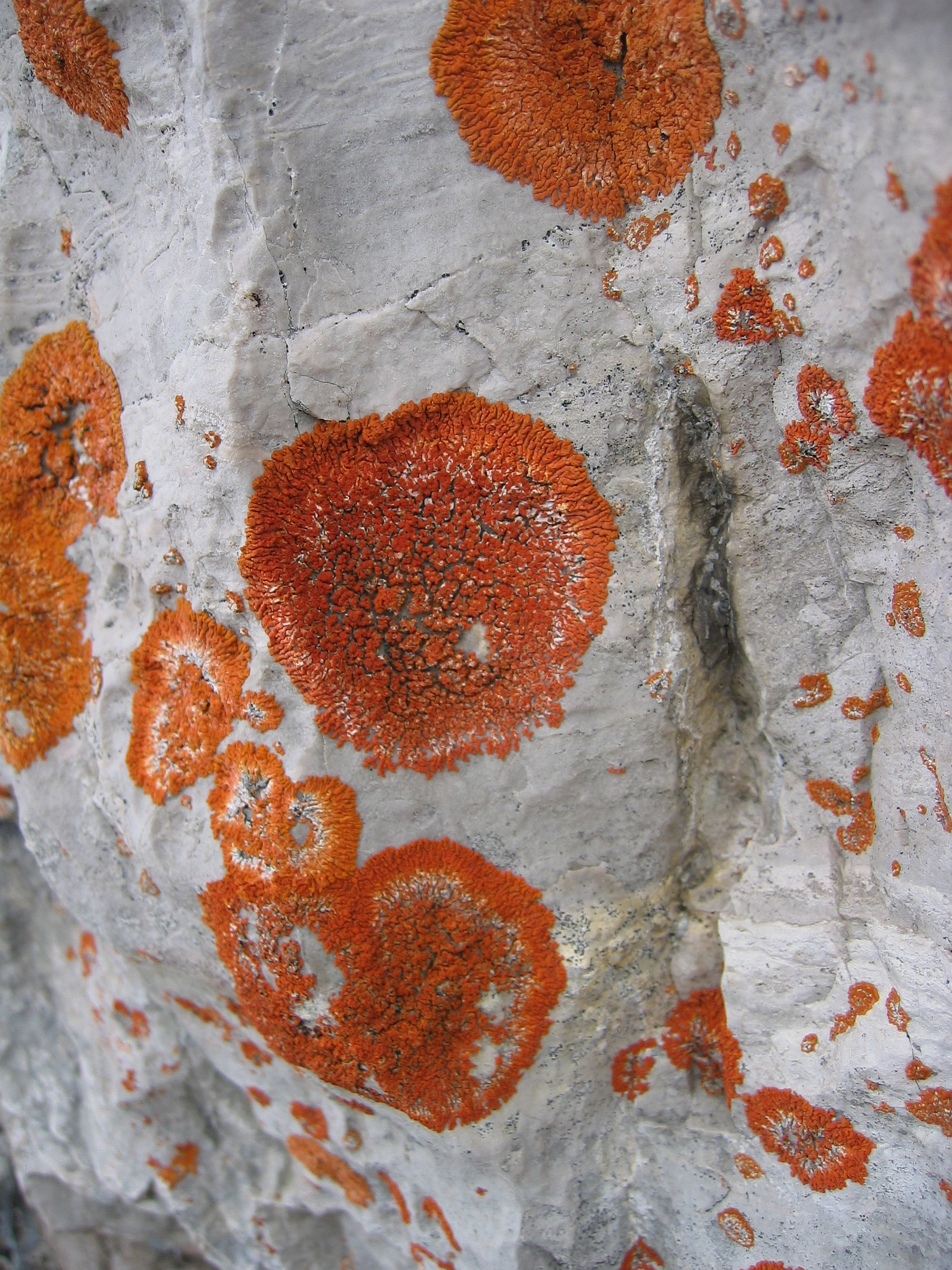
Rusavskia elegans

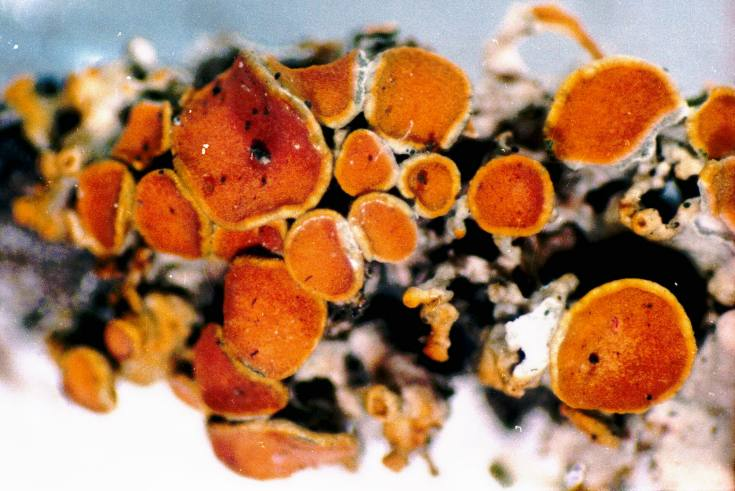
Polycauliona polycarpa

Die gelb bis rotorange Färbung der Teloschistaceae basiert auf verschiedenen Anthrachinonen. Der Rand der Apothecien wird von Thallusgewebe gebildet, enthält Algen und ist wie das Lager gefärbt, seltener ist er durch einen nicht schwarzen, algenlosen Rand (Eigenrand) charakterisiert. Die Asci erscheinen mit deutlich entwickelter amyloider Außenschicht. Die Sporen sind gewöhnlich polar-zweizellig, selten ein- oder vierzellig und farblos.

## Gattungen (Auswahl)
- Athallia
- Austroplaca
- Blastenia
- Bryoplaca
- Caloplaca
- Calogaya
- Cephalophysis
- Cerothallia
- Dufourea
- Flavoplaca
- Follmannia
- Fulgensia
- Gondwania
- Gyalolechia
- Haloplaca
- Huea
- Ioplaca
- Josefpoeltia
- Leproplaca
- Orientophila
- Pachypeltis
- Parvoplaca
- Polycauliona
- Pyrenodesmia
- Rufoplaca
- Rusavskia
- Scutaria
- Seirophora
- Shackletonia
- Sirenophila
- Solitaria
- Squamulea
- Stellarangia
- Teloschistes
- Teloschistopsis
- Usnochroma
- Variospora
- Villophora
- Wetmoreana
- Xanthocarpia
- Xanthodactylon
- Xanthomendoza
- Xanthopeltis
- Xanthoria

.(nach Arup et al. 2013)